# Tiki Island
Tiki Island és una població dels Estats Units a l'estat de Texas. Segons el cens del 2000 tenia 1.016 habitants.

## Demografia
Segons el cens del 2000, Tiki Island tenia 1.016 habitants, 482 habitatges, i 349 famílies. La densitat de població era de 603,5 habitants per km².
Dels 482 habitatges en un 13,7% hi vivien nens de menys de 18 anys, en un 68,9% hi vivien parelles casades, en un 1,7% dones solteres, i en un 27,4% no eren unitats familiars. En el 20,3% dels habitatges hi vivien persones soles el 3,7% de les quals corresponia a persones de 65 anys o més que vivien soles. El nombre mitjà de persones vivint en cada habitatge era de 2,11 i el nombre mitjà de persones que vivien en cada família era de 2,4.
Per edats la població es repartia de la següent manera: un 10,8% tenia menys de 18 anys, un 3% entre 18 i 24, un 24,3% entre 25 i 44, un 49,5% de 45 a 60 i un 12,4% 65 anys o més.
L'edat mediana era de 50 anys. Per cada 100 dones de 18 o més anys hi havia 107,8 homes.
La renda mediana per habitatge era de 88.891 $ i la renda mediana per família de 93.129 $. Els homes tenien una renda mediana de 69.792 $ mentre que les dones 35.333 $. La renda per capita de la població era de 54.611 $. Aproximadament el 0,8% de les famílies i el 2% de la població estaven per davall del llindar de pobresa.

## Poblacions més properes
El següent diagrama mostra les poblacions més properes.